# Cena Izvestijí 1976
Desátý ročník Ceny Izvestijí se konal od 16. do 21. prosince 1976 v Moskvě. Zúčastnili se čtyři reprezentační mužstva a zástupce WHA Winnipeg Jets. Mužstva se utkala jednokolovým systémem každý s každým.

## Výsledky a tabulka
|    |               | SSSR          | SWE     | ČSSR           | WJ     | FIN    | V | R | P | Skóre | B |
| 1. | SSSR          | Sovětský svaz | 4:2     | 3:2            | 6:4    | 9:3    | 4 | 0 | 0 | 22:11 | 8 |
| 2. | Švédsko       | 2:4           | Švédsko | 2:1            | 4:4    | 9:0    | 2 | 1 | 1 | 17:9  | 5 |
| 3. | ČSSR          | 2:3           | 1:2     | Československo | 3:2    | 6:1    | 2 | 0 | 2 | 12:8  | 4 |
| 4. | Winnipeg Jets | 4:6           | 4:4     | 2:3            | Kanada | 2:1    | 1 | 1 | 2 | 12:14 | 3 |
| 5. | Finsko        | 3:9           | 0:9     | 1:6            | 1:2    | Finsko | 0 | 0 | 4 | 5:26  | 0 |

 Československo -  Winnipeg Jets 3:2 (2:0, 0:1, 1:1)
16. prosince 1976 - Moskva

Branky Československa: 5. Vladimír Martinec, 18. Vincent Lukáč, 3:2 49. Vladimír Veith.

Branky Kanady: 21. Anders Hedberg, 2:2 49. Dave Dunn.

Rozhodčí: Stig Karlsson (SWE) – Jurij Smirnov (URS), Ševčenko (URS)

Vyloučení: 2:5 (využití 1:0)
ČSSR: Jiří Králík – Milan Chalupa, Miroslav Dvořák, Jiří Bubla, Milan Kajkl, Oldřich Machač, Rudolf Tajcnár – Vladimír Martinec, Jiří Novák, Bohuslav Šťastný – Vincent Lukáč, Ivan Hlinka, Vladimír Veith – František Černík, Libor Havlíček, Josef Augusta – Karel Holý, Pavel Richter, Bohuslav Ebermann.
Winnipeg Jets: Joe Daley – Thommie Bergman, Barry Long, Ted Green, Dave Dunn, Perry Miller, Heikki Riihiranta – Anders Hedberg, Ulf Nilsson, Bobby Hull – Willy Lindström, Peter Sullivan, Dan Labraaten – Kent Ruhnke, Veli-Pekka Ketola, Lyle Moffat – Bill Lesuk, Mats Lindh, Bob Guindon.
 SSSR -  Švédsko 4:2 (1:0, 3:0, 0:2)
16. prosince 1976 - Moskva

Branky SSSR: 6. Valerij Charlamov, 21. Valerij Charlamov, 26. Valerij Charlamov, 30. Boris Michajlov.

Branky Švédska: 44. K. Nilsson, 57. Mats Åhlberg.

Rozhodčí: Mike Lagasse (CAN) – Igor Prusov (URS), Nikanorov (URS)

Vyloučení: 4:8 (využití 1:0) navíc Lundgren na 10 min.
SSSR: Vladislav Treťjak – Gennadij Cygankov, Jurij Ljapkin, Vladimir Lutčenko, Valerij Vasiljev, Vasilij Pěrvuchin, Zinetula Biljaletdinov, (41. Sergej Babinov, Vladimir Krikunov) – Boris Michajlov, Vladimir Petrov, Valerij Charlamov – Vladimir Vikulov, Viktor Žluktov, Boris Alexandrov - Alexandr Golikov, Alexandr Malcev, Pjotr Prirodin - Helmuts Balderis, Vladimir Repněv, Sergej Kapustin.
Švédsko: Hardy Åström – Lars-Erik Esbjörs, Ulf Weinstock, Stefan Persson, Jan-Erik Silfverberg, Lars Lindgren, Dan Söderström – Mats Åhlberg, Per-Olov Brasar, Lars-Erik Ericsson - Martin Karlsson, Stefan Canderyd, Lars-Gunnar Lundberg – Nils-Olof Olsson, Rolf Edberg, Bengt Lundholm - Kent-Erik Andersson, Kent Nilsson, Anders Kallur.
 Švédsko -  Winnipeg Jets 4:4 (1:1, 3:1, 0:2)
17. prosince 1976 - Moskva

Branky Švédska: 14. Rolf Edberg, 26. Lars-Gunnar Lundberg, 28. Per-Olov Brasar, 29. O. Karlsson.

Branky Kanady: 6. Ted Green, 29. Dan Labraaten, 49. Anders Hedberg, 50. Anders Hedberg, 

Rozhodčí: Raimo Seppanen (FIN) – Ševčenko (URS), Nikolaj Morozov (URS)

Vyloučení: 3:5 (využití 0:0, v oslabení 0:1)
Švédsko: Göran Högosta - Lars-Erik Esbjörs, Ulf Weinstock, Lars Lindgren, Dan Söderström, Stefan Persson, Jan-Erik Silfverberg – Mats Åhlberg, Per-Olov Brasar, Lars-Erik Eriksson - Nils-Olof Olsson, Rolf Edberg, Bengt Lundholm - Martin Karlsson, Stefan Canderyd, Lars-Gunnar Lundberg – Kent-Erik Andersson, Ove Karlsson, Anders Kallur.
Winnipeg Jets: Joe Daley – Ted Green, Thommie Bergman, Barry Long, Perry Miller, Dave Dunn - Anders Hedberg, Ulf Nilsson, Bobby Hull – Kent Ruhnke, Lyle Moffat, Willy Lindström - Bill Lesuk, Peter Sullivan, Dan Labraaten - Mats Lindh, Veli-Pekka Ketola, Bob Guindon.
 SSSR -  Finsko 9:3 (1:1, 5:1, 3:1)
17. prosince 1976 - Moskva

Branky SSSR: 3. Sergej Kapustin, 26. Boris Michajlov, 29. Sergej Kapustin, 33. Helmuts Balderis, 34. Boris Michajlov, 34. Alexandr Golikov, 47. Viktor Žluktov, 55. Pjotr Prirodin, 56. Alexandr Malcev. 

Branky Finska: 10. Tapio Koskinen, 30. Risto Siltanen, 45. Auvo Väänanen

Rozhodčí: Vladimír Šubrt (TCH) - Igor Prusov (URS), Nikanorov (URS)

Vyloučení: 6:5 (využití 0:0)
SSSR: Alexandr Sidělnikov - Gennadij Cygankov, Jurij Ljapkin, Vasilij Pěrvuchin, Zinetula Biljaletdinov, Sergej Babinov, Vladimir Krikunov, Vladimir Lutčenko, Valerij Vasiljev – Boris Michajlov, Vladimir Petrov, Valerij Charlamov – Alexandr Golikov, Alexandr Malcev, Pjotr Prirodin - Helmuts Balderis, Vladimir Repněv, Sergej Kapustin - Vladimir Vikulov, Viktor Žluktov, Boris Alexandrov.
Finsko: Marcus Mattsson – Pekka Marjamäki, Ari Kankaanpärä, Seppo Suoraniemi, Tapio Levo, Timo Nummelin, Tapio Flinck – Kari Järvinen, Pertti Koivulahti, Antero Lehtonen – Risto Siltanen, Martti Jarkko, Mikko Leinonen – Hannu Kapanen, Tapio Koskinen, Kari Makkonen – Auvo Väänänen, Rauli Tammelin, Matti Rautiainen.
 Československo -  Finsko 6:1 (2:0, 1:0, 3:1)
18. prosince 1976 - Moskva

Branky a nahrávky Československa: 3:29 Ivan Hlinka (Jiří Bubla), 12:13 Pavel Richter (Vladimír Martinec), 21:58 Libor Havlíček (Vincent Lukáč), 46:48 Vladimír Martinec (Pavel Richter), 51:27 Josef Augusta (Rudolf Tajcnár), 56:30 Vladimír Martinec.

Branky a nahrávky Finska: 47:57 Martti Jarkko (Pertti Koivulahti).

Rozhodčí: Viktor Dombrovskij – Igor Prusov (URS), Nikolaj Morozov (URS)

Vyloučení: 4:4 (využití 1:0)
ČSSR: Jiří Crha – Jiří Bubla, Milan Kajkl, Oldřich Machač, Rudolf Tajcnár, Jan Zajíček, Miroslav Dvořák, Milan Chalupa – Vincent Lukáč, Ivan Hlinka, Vladimír Veith – František Černík, Libor Havlíček, Josef Augusta – Vladimír Martinec, Pavel Richter, Bohuslav Ebermann.
Finsko: Marcus Mattsson – Pekka Marjamäki, Ari Kankaanpärä, Seppo Suoraniemi, Tapio Levo, Timo Nummelin, Tapio Flinck – Hannu Kapanen, Tapio Koskinen, Kari Makkonen – Risto Siltanen, Martti Jarkko, Mikko Leinonen – Kari Järvinen, Pertti Koivulahti, Antero Lehtonen – Auvo Väänänen, Rauli Tammelin, Matti Rautiainen.
 SSSR -  Winnipeg Jets 6:4 (1:1, 3:0, 2:3)
19. prosince 1976 - Moskva

Branky SSSR: 9. Viktor Žluktov, 22. Viktor Žluktov, 23. Boris Michajlov, 26. Helmuts Balderis, 49. Helmuts Balderis, 43. Boris Alexandrov. 

Branky Kanady: 18. Peter Sullivan, 44. Bobby Hull, 45. Bobby Hull, 60. Willy Lindström.

Rozhodčí: Stig Karlsson (SWE) – Jurij Smirnov (URS), Ševčenko (URS)

Vyloučení: 2:4 (využití 0:1)
SSSR: Alexandr Sidělnikov - Gennadij Cygankov, Jurij Ljapkin, Vasilij Pěrvuchin, Zinetula Biljaletdinov, Sergej Babinov, Vladimir Krikunov, Vladimir Lutčenko, Valerij Vasiljev – Boris Michajlov, Vladimir Petrov, Valerij Charlamov – Alexandr Golikov, Alexandr Malcev, Pjotr Prirodin - Helmuts Balderis, Vladimir Repněv, Sergej Kapustin - Vladimir Vikulov, Viktor Žluktov, Boris Alexandrov.
Winnipeg Jets: Joe Daley – Ted Green, Thommie Bergman, Barry Long, Perry Miller, Dave Dunn - Anders Hedberg, Ulf Nilsson, Bobby Hull – Willy Lindström, Peter Sullivan, Dan Labraaten - Kent Ruhnke, Veli-Pekka Ketola, Lyle Moffat - Bill Lesuk, Mats Lindh, Bob Guindon.
 Československo -  Švédsko 1:2 (0:0, 0:0, 1:2)
19. prosince 1976 - Moskva

Branky a nahrávky Československa: 45:07 Libor Havlíček (Oldřich Machač, Milan Chalupa).

Branky a nahrávky Švédska: 50:29 Kent-Erik Andersson, 58:41 Lars-Gunnar Lundberg.

Rozhodčí: Mike Lagasse (CAN) – Igor Prusov (URS), Nikanorov (URS)

Vyloučení: 5:6 (využití 0:0)
ČSSR: Jiří Crha – Jiří Bubla, Milan Kajkl,  Miroslav Dvořák Jan Zajíček, Oldřich Machač, Milan Chalupa – Bohuslav Ebermann, Ivan Hlinka, Vladimír Veith – Vladimír Martinec, Jiří Novák, Bohuslav Šťastný – František Černík, Libor Havlíček, Josef Augusta – Vincent Lukáč, Pavel Richter.
Švédsko: Hardy Åström – Lars Lindgren, Dan Söderström, Stefan Persson, Jan-Erik Silfverberg, Lars-Erik Esbjörs, Ulf Weinstock – Martin Karlsson, Stefan Canderyd, Lars-Gunnar Lundberg – Mats Åhlberg, Per-Olov Brasar, Kent Nilsson – Kent-Erik Andersson, Ove Karlsson, Anders Kallur – Nils-Olof Olsson, Rolf Edberg, Bengt Lundholm.
 Švédsko -  Finsko 9:0 (2:0, 3:0, 4:0)
20. prosince 1976 - Moskva

Branky Švédska: 1. Mats Åhlberg, 12. Ulf Weinstock, 36. Kent-Erik Andersson, 37. Stefan Canderyd, 40. Per-Olov Brasar, 45. Kent Nilsson, 49. Stefan Persson, 52. Stefan Canderyd, 57. Bengt Lundholm.

Rozhodčí: Vladimír Šubrt (TCH) – Anatolij Jegorov (URS), Jurij Smirnov (URS)

Vyloučení: 4:3 (využití 1:0, v oslabení 1:0) navíc Stefan Persson na 5 minut.
Švédsko: Göran Högosta - Lars-Erik Esbjörs, Ulf Weinstock, Lars Lindgren, Dan Söderström, Stefan Persson, Jan-Erik Silfverberg – Mats Åhlberg, Per-Olov Brasar, Kent Nilsson – Nils-Olof Olsson, Rolf Edberg, Bengt Lundholm - Martin Karlsson, Stefan Canderyd, Lars-Gunnar Lundberg –  Kent-Erik Andersson, Ove Karlsson, Anders Kallur – Lars-Erik Eriksson.
Finsko: Antti Leppänen - Pekka Marjamäki, Ari Kankaanpärä, Seppo Suoraniemi, Jouni Peltonen, Tapio Levo, Reijo Laksola, Timo Nummelin, Tapio Flinck – Kari Järvinen, Pertti Koivulahti, Antero Lehtonen – Risto Siltanen, Martti Jarkko, Mikko Leinonen – Hannu Kapanen, Tapio Koskinen, Kari Makkonen – Auvo Väänänen, Rauli Tammelin, Matti Rautiainen.
 Finsko -  Winnipeg Jets 1:2 (0:0, 0:2, 1:0)
21. prosince 1976 - Moskva

Branky Finska: 49. Jouni Peltonen.

Branky Kanady: 33. Dan Labraaten, 35. Willy Lindström.

Rozhodčí: Viktor Dombrovskij (URS) – Nikolaj Morozov (URS), Anatolij Jegorov (URS)

Vyloučení: 1:4 (využití 1:0)
Finsko: Marcus Mattsson - Pekka Marjamäki, Reijo Laksola, Seppo Suoraniemi, Jouni Peltonen, Timo Nummelin, Tapio Flinck – Rauli Tammelin, Pertti Koivulahti, Antero Lehtonen – Auvo Väänänen, Martti Jarkko, Matti Rautiainen - Hannu Kapanen, Tapio Koskinen, Kari Makkonen.
Winnipeg Jets: Joe Daley – Barry Long, Perry Miller, Ted Green, Thommie Bergman, Dave Dunn - Anders Hedberg, Ulf Nilsson, Bobby Hull – Willy Lindström, Peter Sullivan, Dan Labraaten - Bill Lesuk, Veli-Pekka Ketola, Lyle Moffat - Mats Lindh, Bob Guindon.
 SSSR -  Československo 3:2 (1:1, 0:1, 2:0)
21. prosince 1976 - Moskva

Branky SSSR: 8:49 Viktor Žluktov, 46:41 Helmuts Balderis (Gennadij Cygankov), 55:43 Vladimir Petrov (Valerij Charlamov).

Branky Československa: 18:12 Jiří Novák (Vladimír Martinec), 30:49 Bohuslav Ebermann (Ivan Hlinka).

Rozhodčí: Raimo Seppanen (FIN) – Jurij Smirnov (URS), Ševčenko (URS)

Vyloučení: 8:10 (využití 2:0)
ČSSR: Jiří Crha – Oldřich Machač, Milan Chalupa, Jiří Bubla, Milan Kajkl,  Miroslav Dvořák Jan Zajíček – Pavel Richter, Libor Havlíček, Josef Augusta – Vincent Lukáč, Ivan Hlinka, Bohuslav Ebermann – Vladimír Martinec, Jiří Novák, Bohuslav Šťastný.
SSSR: Vladislav Treťjak – Gennadij Cygankov, Jurij Ljapkin, Sergej Babinov, Vladimir Lutčenko, Valerij Vasiljev, Vasilij Pěrvuchin, Zinetula Biljaletdinov – Helmuts Balderis, Vladimir Petrov, Valerij Charlamov – Vladimir Vikulov, Viktor Žluktov, Boris Alexandrov – Alexandr Golikov, Alexandr Malcev, Pjotr Prirodin – Vladimir Repněv.

## Statistiky

### Nejlepší hráči
| Brankář | Joe Daley      |
| Obránce | Oldřich Machač |
| Útočník | Viktor Žluktov |

### Kanadské bodování
| Poř. | Kanadské bodování | Branky | Přihrávky | Body |
| ---- | ----------------- | ------ | --------- | ---- |
| 1.   | Viktor Žluktov    | 4      | 2         | 6    |
| 2.   | Valerij Charlamov | 3      | 3         | 6    |
| 3.   | Boris Michajlov   | 4      | 1         | 5    |
| 4.   | Vladimír Martinec | 3      | 2         | 5    |
| 5.   | Helmuts Balderis  | 4      | 0         | 4    |